# Любимов, Алексей Борисович
Алексе́й Бори́сович Люби́мов (род. 16 сентября 1944, Москва) — советский и российский пианист, клавесинист, органист, дирижёр, педагог. Народный артист Российской Федерации (2003).
Профессор, преподаватель факультета исторического и современного исполнительского искусства Московской Государственной консерватории.

## Биография
В 1952—1963 годы учился в Центральной музыкальной школе (класс А. Д. Артоболевской), в 1963—1968 — в Московской консерватории (класс Г. Г. Нейгауза и Л. Н. Наумова), которую с отличием окончил. Уже в 1960 году завоевал первую премию на Всероссийском конкурсе молодых пианистов. Выступал на осеннем Фестивале современной музыки в Варшаве (1964), лауреат международных конкурсов в Рио-де-Жанейро (1965) и Монреале (1968). Большое влияние на формирование Любимова-музыканта оказала М. В. Юдина.

## Исполнительство и организаторская деятельность
Концертную деятельность начал в 1968 году, с 1975 года — солист Московской государственной академической филармонии. Исполнитель необыкновенно широкого диапазона — от английских вирджиналистов и французской придворной музыки XVIII века через европейских романтиков до современной «музыки пост». Вместе с Б. Берманом, Т. Гринденко, М. Пекарским Любимов занимался электронной музыкой, играл в экспериментальной рок-группе.
Создатель и руководитель ряда камерных ансамблей — «Музыка — XX век» (1968—1975), «Московский барочный квартет» (1975—1982), «Академия старинной музыки» (с 1982 года, вместе с Т. Гринденко). Руководитель Ансамбля старинной музыки Московской консерватории (1995—1997), организатор и руководитель (в 1988—1991) московского фестиваля современной музыки «Альтернатива». В 1976—1978 годы участвовал в организации ряда фестивалей авангардной музыки в Риге и Таллине.
Инициатор и художественный руководитель I Фестиваля Арнольда Шёнберга в Московской государственной академической филармонии (1999).
С 1991 года — художественный руководитель Музыкального фестиваля в Санкт-Галлене (Швейцария). Активный участник различных международных фестивалей — фестиваля И. Менухина в Гштаде, Г. Кремера в Локкенхаусе, Берлинского, Зальцбургского и многих других.

## Преподавательская деятельность
В 1968—1975 годы Любимов — доцент по классу камерного ансамбля Московской консерватории. В 1997—2010 годах возглавлял факультет исторического и современного исполнительского искусства (ФИСИИ), инициатором создания которого явился в содружестве с Н. Гутман и Н. Кожухарем. С 1998 года — профессор Университета «Моцартеум» в Зальцбурге (класс фортепиано).

## Творческий репертуар
Репертуар Любимова включает в себя сольные, ансамблевые сочинения и сочинения для фортепиано или клавесина с оркестром таких авторов, как И. С. Бах и его сыновья, Ф. Куперен, Ж. Ф. Рамо, Г. Пёрселл, В. А. Моцарт, Й. Гайдн, Д. Бортнянский, Л. ван Бетховен, Ф. Шуберт, Р. Шуман, Ф. Шопен, Ф. Лист, И. Брамс, М. Глинка, А. Скрябин, С. Рахманинов, К. Дебюсси, А. Шёнберг, А. Веберн, А. Берг, Ч. Айвз, И. Стравинский, Б. Барток, Э. Вилла-Лобос, С. Прокофьев, Д. Шостакович, Д. Кейдж, В. Сильвестров, А. Пярт, В. Мартынов, Г. Уствольская, А. Шнитке, С. Губайдулина, Э. Денисов, А. Волконский, Г. Пелецис, А. Рабинович, Т. Мансурян, А. Кнайфель и др.

## Творческие связи
Любимов выступал с крупнейшими отечественными и зарубежными коллективами — оркестрами под управлением К. Кондрашина, Д. Ойстраха, Н. Рахлина, Г. Рождественского, М. Плетнёва, В. Ашкенази, Ф. Брюггена, Р. Норрингтона, Э.-П. Салонена, К. Хогвуда, К. Нагано, В. Юровского, Н.Ярви, А. Мустонена. Среди его партнёров по камерному ансамблю не раз были Т. Гринденко, Н. Гутман, О. Каган, Г. Шифф, А. Штайер, М. Пекарский, А. Рудин, В. Иванова, Л. Давыдова, И. Монигетти, А. Мустонен, С. Савенко, Ю. Полубелов.
Глубокое понимание различных музыкальных стилей и манер, точность и виртуозное мастерство Любимова ценимы современными композиторами, которые доверяют ему первое исполнение собственных вещей, посвящают свои опусы (Г. Уствольская, В. Сильвестров, В. Суслин, А. Пярт, В. Мартынов, П. Карманов и др.).
А. Шнитке писал о нём: «С одной стороны, поражает многочисленность оживающих под его пальцами и проникающихся субъективной выразительностью деталей… С другой стороны, удивляет объективная гармоничность возникающего целого, ибо не только „дух“, но и „буква“ стиля соблюдены».

## Дискография
На 2006 год дискография пианиста насчитывала свыше 50 дисков, записанных авторитетными фирмами мира. В числе прочего — полное собрание фортепианных сочинений Шёнберга, три части «Предварительного действа» Александра Скрябина — Александра Немтина с оркестром под управлением Владимира Ашкенази, три тома "Частной коллекции" с симфонической, камерной и сольной музыкой. 

### Записи, сделанные на исторических инструментах
- Шопен, Бах, Моцарт, Бетховен, "На домашнем рояле Шопена". Записано на фортепиано 1843 г. от Плейеля. Лейбл: NIFCCD
- Франц Шуберт. "Impromptus". Записано на роялях Матиас Мюллер 1810 г. и Йозеф Шантц 1830 г. Лейбл: Zig Zag Territorois
- Людвиг ван Бетховен. "Полное собрание сонат для фортепиано". Записано на репликах роялей Штайна, Вальтера, Графа и Буххольца от Пола Макналти. Лейбл: Moscow Conservatory Records
- Людвиг ван Бетховен. "Piano Sonatas - No.8, Op.13 “Pathetique”; No. 14, Op.27, No.2 “Moonlight”; No.21, Op.53 “Waldstein” in C Major; No.27". Записано на античном фортепиано Джон Бродвуд & Сыновья 1806 г. (реставратор Кристофер Кларк) Лейбл: Erato
- Клод Дебюсси. "Прелюдии". Записано на Штейнвэй 1913 г. и Бехштейн 1925 г. Лейбл: ECM Records

## Награды и звания
- Лауреат Всероссийского конкурса пианистов в Москве (1960, I премия),
- Лауреат международного конкурса пианистов в Рио-де-Жанейро (1965, I премия)
- Лауреат международного конкурса пианистов в Монреале (1968, IV премия и специальный приз за исполнение сочинений современных канадских композиторов).
- Заслуженный артист Российской Федерации (1997)[2]
- Лауреат Премии г. Москвы (2001).
- Народный артист Российской Федерации (2003)[1]